# Mittendrin Berlin! Die Zentren-Initiative
Mittendrin Berlin! Die Zentren-Initiative ist ein von der IHK Berlin und der Senatsverwaltung für Stadtentwicklung und Umwelt initiierter Wettbewerb, der zusammen mit Partnern aus der privaten Wirtschaft (öffentlich-private Partnerschaft) seit 2005 ein Preisgeld in Höhe von € 100.000 für neuartige Standortkonzepte vergibt. Seitens des Landes Berlin unterstützt auch die Senatsverwaltung für Wirtschaft, Technologie und Forschung das Verfahren.

## Geschichte
Mittendrin Berlin! Die Zentren-Initiative hat sich aus dem Wettbewerbsverfahren „Ab in die Mitte NRW“ entwickelt, das 1999 entstand. Mit Hilfe von Stadtmarketing-Konzepten wie diesem wurden Ende der 1990er Jahre die Kommunen in Nordrhein-Westfalen dabei unterstützt, den Folgen und Auswirkungen des wirtschaftlichen Strukturwandels (unter anderem Leerstand, zunehmende Filialisierung, Verödung des öffentlichen Raumes, Zunahme des großflächigen Einzelhandels auch außerhalb der Stadt) entgegenzutreten. Nach Nordrhein-Westfalen, Hessen, Niedersachsen und Sachsen nahm auch das Land Berlin an dieser Initiative teil. Sie trägt aber nicht – wie in den anderen Bundesländern – die Bezeichnung „Ab in die Mitte“. Bis 2020 wurden durch sie insgesamt 31 Standortinitiativen in Berlin ausgezeichnet.

## Ziel des Wettbewerbes
Berlin besteht aus zwölf Bezirken, die sich in sogenannte Kieze mit spezifischen lokalen Eigenheiten aufteilen. Der Wettbewerb zielt darauf ab, die Wahrnehmung von Zentren und Geschäftsstraßen zum Positiven hin zu verändern und ihre wirtschaftliche Attraktivität zu steigern. Damit ist er ein PR-Instrument der Quartiersentwicklung am Schnittpunkt von Stadtmarketing, Stadtentwicklung, Wirtschaft und Kultur.

## Verfahren
Seit dem Durchgang 2008 gibt es ein zweistufiges Verfahren. In einer ersten Phase reichen die teilnehmenden Standortkooperationen eine Ideenskizze und eine Darstellung ihrer Finanzierbarkeit ein, die sich auf das aktuelle Motto des Verfahrens beziehen muss. Zusätzlich sind die Bewerber aufgefordert, ihr Netzwerk darzustellen und in einer Übersicht die Finanzierung ihrer Idee darzulegen. In der folgenden Qualifizierungsphase haben die von einer Jury nominierten acht bis zehn Initiativen die Möglichkeit, ihre Konzepte auszuarbeiten und weiterzuentwickeln. In einer zweiten Jury-Sitzung werden aus den eingereichten qualifizierten Beiträgen die Gewinner ermittelt. In der Regel gibt es drei gleichwertige Gewinner, auf die das Preisgeld verteilt wird.

## Gewinner
| Jahr    | Preisträger                                                                             |
| ------- | --------------------------------------------------------------------------------------- |
| 2005    | Lichtenberger Fennpfuhl-Meilen(n)Steine (Lichtenberg)                                   |
|         | Die Weitlingstraße – Lichtenbergs Gelbe Seite (Lichtenberg)                             |
|         | Die schönsten Straßen der Welt – Die Via Condotti zu Gas an der Friedrichstraße (Mitte) |
|         | Anstoß Neukölln (Neukölln)                                                              |
|         | Trommeln für Pankow (Pankow)                                                            |
| 2006    | boulevart – Kunst erobert den Kurfürstendamm (Charlottenburg-Wilmersdorf)               |
|         | Marzahner Plattenspiele (Marzahn-Hellersdorf)                                           |
|         | Friedrichshagen Dichter.dran am Bölschestrand (Treptow-Köpenick)                        |
|         | Schöneweide – Energie im Fluss (Treptow-Köpenick)                                       |
| 2007    | Design allez! Moskau – Berlin – Paris (Friedrichshain-Kreuzberg)                        |
|         | Einfach rund! Der Bogenmarkt (Lichtenberg)                                              |
|         | Krumme Lanke – das Tor nach Berlin – soll schöner werden (Steglitz-Zehlendorf)          |
|         | Handel und Wandel – ein Jahrhundert Rüdesheimer Platz (Charlottenburg-Wilmersdorf)      |
| 2008/09 | Mobiles Kinderparadies Wilmersdorfer Straße (Charlottenburg-Wilmersdorf)                |
|         | Fashiontour 2009 (Friedrichshain-Kreuzberg)                                             |
|         | Schillermarkt – Markt der Vielfalt (Neukölln)                                           |
| 2010/11 | Klang und Gesang in der Crellestraße (Tempelhof-Schöneberg)                             |
|         | Mierendorffkiez: Mittendrin die Kaiserin! (Charlottenburg-Wilmersdorf)                  |
|         | Erfahre Halensee! (Charlottenburg-Wilmersdorf)                                          |
| 2012/13 | Castingcarrée – Gestern, Heute, Morgen (Pankow)                                         |
|         | Aktive Turmstraße: bewegt! belebt! beliebt! (Mitte)                                     |
|         | Spandauer Altstadtmeile – Kunst verbindet (Spandau)                                     |
| 2014/15 | Offen für alle: die Bahnhofstraße                                                       |
|         | Berlins Hollywood: Zurück in die Zukunft                                                |
|         | Karla dabei! Das Zentrum für die Hosentasche                                            |
| 2016/17 | „Boulevard Potsdamer – Eine Straße wird GRÜN“                                           |
|         | „Gründerzeit 2.0 – Weißensee Entdecken - Teilhaben - Vernetzen“                         |
|         | „Boxenstopp Wilhelminenhofstraße“                                                       |
| 2019/20 | „Integriertes Gesamtkonzept zur Weiterentwicklung der Ortsmitte Frohnau“                |
|         | „Einkaufsführer Rheingauviertel“                                                        |
|         | „Wilhelm gibt keine Ruh“ (Pankower Ortsteil Wilhelmsruh)                                |